# 上海财经大学出版社
上海财经大学出版社是中华人民共和国的一家出版社，成立于1995年1月，由中华人民共和国教育部主管、上海财经大学主办。社址位于上海市。